# Bandera de Sunyer
La bandera oficial de Sunyer, aprovada el 7 de juliol de 2009 i publicada en el DOGC el 17 de setembre del mateix any amb el número 4566, té la següent descripció:
Bandera apaïsada, de proporcions dos d'alt per tres de llarg, verd fosc, amb dos ulls blancs amb l'iris verd i la pupil·la negra, cadascun d'alçària 3/10 de la del drap i amplada 1/3 de la llargada del drap, separats, l'un de l'altre, per una distància de 2/15 de la llargària, al centre.